# Urtsadzor
Urtsadzor là một đô thị thuộc tỉnh Ararat, Armenia. Dân số ước tính năm 2011 là 3197 người.